# Annenieku pagasts
Annenieku pagasts er en territorial enhed i Dobeles novads i Letland. Pagasten havde 1.127 indbyggere i 2010 og omfatter et areal på 85,58 kvadratkilometer. Hovedbyen i pagasten er Kaķenieki.